# Moskorzew (gemeente)
De gemeente Moskorzew is een landgemeente in het Poolse woiwodschap Święty Krzyż, in powiat Włoszczowski.
De zetel van de gemeente is in Moskorzew.
Op 30 juni 2006, telde de gemeente 2930 inwoners.

## Plaatsen en sołectwo
- Chebdzie
- Chlewice (2 sołectwa)
- Chlewska Wola
- Dalekie
- Damiany
- Dąbrówka
- Jadwigów
- Lubachowy
- Mękarzów
- Moskorzew
- Perzyny (podlega pod sołectwo Moskorzew)
- Przybyszów
- Tarnawa Góra

## Demografie
Stand op 30 juni 2006:
| Omschrijving                   | Totaal | Totaal | Vrouwen | Vrouwen | Mannen | Mannen |
| ------------------------------ | ------ | ------ | ------- | ------- | ------ | ------ |
| eenheid                        | aantal | %      | aantal  | %       | aantal | %      |
| inwoners                       | 2930   | 100    | 1443    | 49,2    | 1487   | 50,8   |
| bevolkingsdichtheid (inw./km²) | 41,1   | 41,1   | 20,2    | 20,2    | 20,9   | 20,9   |

In 2002 bedroeg het gemiddelde inkomen per inwoner 1220,89 zł.

## Oppervlakte gegevens
De gemeente Moskorzew beslaat 71,29 km², waarvan 65,6% dagrarisch land.
De gemeente beslaat 7,87% van de totale oppervlakte van de powiat.

## Aangrenzende gemeenten
Nagłowice, Radków, Słupia, Szczekociny
- Virtual International Authority File: 313306337